# Jean Japart
Jean Japart (actief c. 1474 - 1481, overleden c. 1507) was een Nederlandse polyfonist uit de renaissance, werkzaam in Italië. Hij was geliefd als componist van chansons, en zou bevriend kunnen zijn geweest met Josquin Desprez.

## Leven en werk
Er staat niets bekend over zijn leven, behalve aangaande een korte periode in de late jaren 1470. Mogelijk is hij geboren in Picardië. Tussen 1474 en 1476 was hij een van de leden van het zangkoor van de Sforza‘s in Milaan,  een koor dat enkele van de beste zangers en componisten van Europa had bijeengebracht, onder wie ook Alexander Agricola, Loyset Compère en Johannes Martini. Na de moord op Galeazzo Sforza in 1476, verliet Japart Milaan, zoals de meeste muzikanten van het koor. Japart trok naar Ferrara waar hij snel emplooi vond bij Ercole I d'Este. Niet enkel werd hij een van de best betaalde zangers aan het hof , maar bovendien gaf de hertog hem een huis in Ferrara. Tegen 1481 heeft hij Ferrara verlaten en wordt nergens nog een spoor van hem aangetroffen.
Van Japart zijn 23 chansons bewaard.  Een verloren gegane compositie van Josquin Desprez, Revenu d'oultrements, Japart is vaak aangehaald als het bewijs dat beide componisten bevriend waren. Als dat het geval was, hebben ze elkaar waarschijnlijk in Milaan ontmoet, na 1481, aangezien  Josquin in documenten niet voor 1484 in Italië wordt aangetroffen.
Stilistisch is Japarts muziek beïnvloed door die van Busnois, een van de componisten uit de eerste generatie Nederlandse polyfonisten, de zogenaamde Bourgondische School. Hij was een fervent beoefenaar van het genre van het quodlibet, de vernuftige verstrengeling van verschillende bekende liederen die elk met het beginvers en vaak ook met het melodisch materiaal geciteerd worden. Hij schreef ook raadselcanons; composities waarbij de zangers verondersteld werden uit de hints op de partituur, te kunnen opmaken hoe ze de muziek moeten uitvoeren. Zo is er een lied dat enkel kan worden uitgevoerd als een van de delen een interval van een twaalfde lager wordt getransponeerd en vervolgens in retrograde beweging wordt gezongen. Als een raadselcanon juist is opgelost, passen de partijen vlekkeloos in elkaar, zonder de regels van het contrapunt te schenden; regels die in de 15de eeuw werden beschreven in werken van theoretici als Tinctoris.
Japarts muziek was klaarblijkelijk erg gewild, aangezien verschillende van zijn chansons werden herdrukt door Petrucci en mede hierdoor een ruime verspreiding kenden.
Een interessant curiosum in het oeuvre van Japart is het enige hem toegeschreven Nederlandse lied, "De tusch in busch", slechts voorzien van een Nederlands tekstincipit. Dezelfde compositie wordt in een andere bron ook aan Jacob Obrecht toegeschreven, maar met een ander tekstincipit, namelijk "Tmeiskin was jonc, jonc wel van passe". Ook alle andere meerstemmige versies van "De tusch in busch/Tmeiskin was jonc" zijn tekstloos overgeleverd.